# Ланд, Роже
Роже Ланд MC & Bar (фр. Roger Landes; 16 декабря 1916 — 16 июля 2008) — британский агент и радист французского происхождения, служивший в Управлении специальных операций, деятель отделения F и 136-го отряда, майор британской армии. Кавалер британского Военного креста и французского Военного креста Второй мировой войны, офицер ордена Почётного легиона.

## Биография

### Семья
Родился 16 декабря 1916 года в Париже. Второй сын в семье (всего родилось трое сыновей и две дочери). Отец — Барне Ланд, беглый польский еврей, покинувший Россию из-за еврейских погромов, живший некоторое время в Великобритании и работавший на Хэттон-Гарден ювелиром, затем перебравшийся во Францию из-за своего плохого знания английского. Мать — полька Польдовская, также покинувшая Россию по причине польских и еврейских погромов. Дети Барне Ланда участвовали в Первой мировой войне, сражаясь в составе британских войск.
Роже был женат дважды: первой была Жинетт Корбан, которая скончалась в 1983 году (в браке родился сын). Второй была Маргарет Ленг (свадьба состоялась в 1990 году).

### Довоенные годы
Роже проживал в Париже со своими родителями и одним из братьев вплоть до Великой депрессии. Окончил в 1939 году Национальную высшую школу изящных искусств по специальности «архитектура», в Лондон перебрался после Мюнхенского кризиса с семьёй и работал в Лондонском городском совете сметчиком.

### Война
В марте 1941 года Роже Ланд был призван в Королевский корпус связи, где его завербовали в Управление специальных операций, поскольку французским он владел куда лучше, чем английским. В УСО Роже был зачислен в отделение F (там готовили агентов для помощи французским партизанам) по запросу Льюиса Гилгада и Мориса Бакмастера и получил позывные «Аристид» и «Станислас», а также был назначен радистом агента Клода «Давида» де Бессака. 31 октября 1942 самолёт с Ландом вылетел во Францию, и 2 ноября 1942 его вместе с Гилбертом Норманом сбросили около Бордо. Ланд как опытный радист стал работать в Бордо, и его передатчик работал там вплоть до окончания войны.
В апреле 1943 года Роже Ланд установил связь с Андре Гранклеманом, который руководил Гражданской и военной организацией в районе Бордо. В то же время Ланд познакомился с семьёй инспектора полиции Бордо Шарля Корбана, чья дочь Жинетт была курьером «Аристида», а сам инспектор снабжал партизан и британских агентов подлинными документами. Друзьями Ланда стали также торговец скобяными изделиями Леонс Дюссарат (фр. Léonce Dussarat), командир Внутренних французских вооружённых сил по прозвищу «Леон из Ланд» (фр. Léon des Landes) и инспектор полиции Байонны Андре Буйяр (фр. André Bouillard) по прозвищу «Баск Деде» (фр. Dédé le Basque).
В июне—июле 1943 года была разгромлена разведывательная сеть «Prosper», что привело к массовым арестам и казням французских партизан. Агенты УСО ушли в подполье, спасаясь от нацистских преследований, и среди них был Ланд, который продолжил работу как глава подпольной сети «Scientist» в Бордо после эвакуации де Бессака в ночь с 16 на 17 августа 1943. Ближе к декабрю 1943 года Ланду отправили на помощь команду в лице Чарльза Хэйеса, капитана Британской армии и специалиста по обращению с оружием и взрывчаткой, и шотландца с французскими корнями Марселя «Деде» Деффанса, радиста. Но ещё раньше 1 ноября 1943 Ланд, получив распоряжение, покинул Бордо, направившись к испанской границе, перейдя через Пиренеи, выбравшись через территорию Испании в Гибралтар и оттуда добравшись на самолёте в Англию (15 января 1944 самолёт приземлился у Суиндона). За время службы с Ландом попытался установить связь некий голландец, однако Ланд, не доверявший незнакомцам, отказался контактировать с ним — как оказалось, это был сержант абвера Карл Боден, владевший голландским языком и участвовавший в борьбе против агентуры Управления специальных операций.
В ночь с 1 на 2 марта 1944 Роже вернулся во Францию, высадившись в Гаскони. Его компаньоном был канадец Эллир Сируа. Стараниями Сируа удалось создать новую разведывательную сеть «Actor» и оснастить радиооборудованием партизан вплоть до освобождения Бордо. 27 июля 1944 Роже Ланд привёл в исполнение приговор Андре Гранклеману, сбежавшему к немцам — Андре, его жена Люсетт и их связной Марк Дюлуге были расстреляны как виновники в провале французского подполья летом 1943 года. 17 сентября 1944 город Бордо был взят союзниками, а Роже Ланд удостоился чести встретиться с генералом Шарлем де Голлем, но тот презрительно только заявил: «Вы англичанин? Вам здесь не место» (фр. Vous êtes Anglais ? Votre place n'est pas ici), после чего приказал Ланду покинуть страну в течение двух суток. Ланд покинул Бордо, провёл некоторое время в Париже и 10 октября 1944 вернулся в Англию.
В 1945 году Ланд был зачислен в 136-й отряд УСО и был заброшен на Дальний Восток: в марте он отправился в Коломбо, в мае с 15 коммандос прибыл в Малайские джунгли около сиамской границы, где британцы вели бои против японцев. За участие в боях в Индокитае Ланд был награждён британским Военным крестом, а за помощь французскому Сопротивлению — французским военным крестом.

### После войны
Ланд, кавалер Британского военного креста, получил планку к кресту уже после войны за участие в партизанской борьбе во Франции. В августе 1950 года его пригласил в Бордо премьер-министр Жак Шабан-Дельмас и наградил того орденом Почётного легиона на церемонии в здании народной оперы Бордо: на ней присутствовали городские жители и участники французского сопротивления. В 1992 году Ланду присвоили звание офицера ордена Почётного легиона.
Ланд дважды состоял в браке: первый раз с Жинетт Корбан, своей связной (в браке родился сын, а 12 марта 1983 Жинетт скончалась); второй раз с Маргарет Ленг (свадьба состоялась в 1990 году).
16 июля 2008 Роже Ланд скончался на 92-м году жизни.